# Зелёная экономика
Зелëная эконо́мика — сформировавшееся в конце XX века направление в экономической науке, которое подчёркивает необходимость сокращения отрицательного воздействия экономической деятельности человека на среду его обитания и которое ставит во главу угла не экономический рост любой ценой, а устойчивость развития с минимальными рисками для окружающей среды. Сторонники этого направления считают, что экономика является зависимым компонентом природной среды, в пределах которой она существует и частью которой является.
Концепция зелёной экономики тесно связана с такими направлениями экономической науки, как экологическая экономика и экономика окружающей среды.

## Теория
Теория зелёной экономики базируется на трёх аксиомах:
- невозможно бесконечно расширять сферу влияния в ограниченном пространстве;
- невозможно требовать удовлетворения бесконечно растущих потребностей в условиях ограниченности ресурсов;
- всё на поверхности Земли является взаимосвязанным.

Сторонники зелёной экономики критикуют неоклассическую школу за то, что в её рамках природные и социальные факторы обычно рассматриваются в качестве внешних; они считаются фиксированными и не анализируются в динамике.
Зелёные экономисты считают стремление к экономическому росту недопустимым в современных реалиях, так как он противоречит первой аксиоме, то есть природные ресурсы планеты находятся на пике использования и дальнейший рост экономики может привести к экологической катастрофе.
«Ростизм» (англ. growthism), то есть убеждённость в том, что цель экономической деятельности человечества – это постоянный рост, считают сторонники зелёной экономики, нарушает деятельность экосистемы. В противовес этому выдвигается понятие антироста.

## Зелёная экономика как наука

### Предмет науки
Среди основных объектов изучения и экономического моделирования зелёной экономики можно выделить следующие:
- взаимосвязи между экономическим хозяйствованием и экологической средой планеты;
- способы управления такими экономическими системами, которые включают в себя экологические, а также социальные факторы и которые бы способствовали минимизации экологического вреда от экономической деятельности в долгосрочной перспективе;
- принципы, на которых должна базироваться разработка новых технологий в сфере производства и в целом хозяйствования, которые также будут направлены на минимизацию вреда окружающей среде.

### Методология
Исходя из приведённых обобщённых объектов данной науки, можно сделать вывод, что для зелёных экономистов характерна метапредметная методология, т. к. в данном случае экономическая наука пересекается с другими дисциплинами.
Таким образом, важнейшими принципами, на которых базируются зелёные экономисты при выборе методов научного познания и построения стратегии, являются:
- первоочерёдность экологических факторов при решении проблемы существования людей в условии ограниченности ресурсов;
- разделение уровней реализации зелёной экономики, которая осуществляется на концептуальном, идеологическом, политическом и экономическом уровне;
- обоснованность внедрения тех или иных технологий.

В процессе разработки различных способов «озеленения» системы хозяйствования, новых технологий зелёная экономика должна соблюдать ряд принципов, необходимых для целесообразности и эффективности этих разработок:
- при выявлении допустимых границ наносимого экологии вреда необходимо уделять особое внимание обоснованию устанавливаемых границ, формированию целостной картины последствий нарушения их;
- математическая строгость расчётов, междисциплинарный характер анализа и разработок;[1]

### Уровни управления «зелёной экономики»
Выше было выделено четыре уровня деятельности данной науки.
На концептуальном уровне зелёная экономика разрабатывает наиболее общую стратегию действий, выявляет «зелёные» ориентиры в развитии системы хозяйствования.
Далее следует идеологический уровень. На нём должна происходить актуализация «зелёных» ценностей для экономических субъектов. На данном уровне основной задачей зелёной экономики является внедрение в общество представления о ценности и необходимости экологичного производства.
После формирования первых двух уровней необходимым проблемным полем становится правовое, государственное регулирование, разработка соответствующего законодательства. Это политический уровень деятельности зелёной экономики. Необходимо разработать такое законодательство, которое одновременно будет способствовать «озеленению» экономики и будет устраивать хозяйствующих субъектов.
На экономическом же уровне проявляются результаты разработок на всех предыдущих уровнях, оценивается их успешность.

## Стратегия
Зелёными экономистами предлагается установление налога Тобина в размере 1 % от всех международных торговых сделок, чтобы направлять собранные средства бедным странам с целью торможения усиливающейся дифференциации между развитыми и не очень странами. Кроме этого, предлагается использовать категорию «природный капитал» (Natural capital) вместо категории «природные ресурсы», которая как бы свидетельствует о пассивной роли природы в экономике.

## Сторонники
Среди сторонников зелёной экономики выделяются: М. Букчин, Дж. Джекобс, Р. Карсон, Э. Ф. Шумахер, Р. Костанца, Л. Маргулис, Д. Кортен, Б. Фаллер, Г. Дэйли, С. А. Липина, Д. Медоуз, С. П. Хоукен, А. Тверски и др.
Сторонниками зелёной экономики с 2006 г. публикуется International Journal of Green Economics; создан Институт зелёной экономики.